# Трансрегионализм
Трансрегионализм — относительно новый феномен международных отношений, заключающийся в формировании крупных функциональных международных кластеров, межгосударственных объединений, создаваемых государствами из разных регионов мира. Термин родился в рамках исследований в области нового регионализма, и с начала XXI века его развитие связано с появлением таких инициатив как БРИКС, МИКТА, IBSA, Один пояс и один путь, Транстихоокеанское партнёрство (ТПП), Трансатлантическое торговое и инвестиционное партнёрство (ТТИП), Индо-Пацифика и других.

## Понятие
В науке о международных отношениях продолжаются дискуссии о природе феномена, точно также как и об объёме самого понятия «трансрегионализм». В различных работах встречаются термины «кроссрегионализм», «мегарегионализм», «панрегионализм», «трансконтинентализм» и другие, описывающие по сути одну группу явлений.
В западных национальных школах теории международных отношений принято разделять понятия «интеррегионализм» (связи между двумя региональными объединениями — например, связи ЕС и АСЕАН) и «трансрегионализм» (связи между отдельными государствами из разных регионов мира — например, БРИКС). В работах российских международников, а также ряда азиатских стран (Китай, Индия и др.), складывается традиция использования термина «трансрегионализм» в качестве общего для всех видов институционализированных связей между государствами и региональными объединениями разных регионов мира.
Ведущий российский регионовед А. Д. Воскресенский отмечает, что в современном мире трансрегиональное сотрудничество становится специфической формой глобализации и определяет формирование новых мировых центров — глобальных регионов мира разной степени экономической, политической, военной конкурентоспособности и социально-культурной целостности и одновременно отражает культурные, экономические, политические и иные противоречия между ними.
Исследователь из МГИМО Д. А. Кузнецов, изучающий феномен трансрегионализма, определяет его как процесс институционализации сотрудничества между региональными объединениями и государствами разных регионов мира с формированием крупных международных кластеров географического и функционального характера в результате укрепления глобальных транснациональных, интеграционных, межрегиональных связей и взаимозависимости, а также целенаправленную политику государств и региональных объединений, направленную на обеспечение своих национальных и коллективных интересов посредством институционализации сотрудничества в различных областях и формирования общих политических, экономических и социетальных пространств, имеющих потенциал новой международной акторности в системе глобального управления. Исследователь из СПбГУ М.Л. Лагутина также говорит о формировании "глобальных регионов", усложняющих многоуровневую систему международных связей. 
Таким образом, в понятие трансрегионализм может включаться:

Межрегиональное сотрудничество ЕС и АСЕАН

Трансрегиональная ассоциация БРИКС

Страны, заинтересованные в развитии проекта Пояса и пути

- Межрегиональное сотрудничество ЕС и АСЕАНинституционализация сотрудничества между двумя и более региональными интеграционными группами (ЕС — МЕРКОСУР, АСЕАН — МЕРКОСУР, АСЕАН — СААРК и др.);
- Трансрегиональная ассоциация БРИКСинституционализация сотрудничества государств из разных регионов/субрегионов мира (БРИКС, ИБСА, МИКТА);
- Страны, заинтересованные в развитии проекта Пояса и путиинституционализация сотрудничества между региональными интеграционными группами, региональными организациями, отдельными государствами и группами государств, представляющих разные регионы (ТТИП, ТТП, CETA, АСЕМ, Инициатива пояса и пути, ВАЗЛАФ, «Большая Евразия» и др.)[4].

## Международно-политические измерение
Трансрегионализм приводит к консолидации нового уровня практики международных отношений — между региональным и глобальным. При этом — ввиду усиления функциональной дифференциации международных отношений — возникает возможность оформления нового уровня глобального управления, более эффективного, чем национальный (связанный с недостатком легитимности действия вне национальных границ и невозможностью решения глобальных проблем), региональный (связанный с географическими ограничителями) и глобальный (связанный с проблемой поиска консенсуса).
Трансрегионализм приобретает как кооперационный характер (взаимодействие в рамках АСЕМ, Пояса и пути, формат БРИКС-плюс), так и, в отдельных случаях, жёсткий конкурентный характер (противостояние ТПП, Пояса и пути и Индо-Пацифики). Последнее связано с различным видением форматов международной кооперации и модели глобализации в целом со стороны ведущих мировых держав, являющихся идеологами таких объединений.
Трансрегионализм усиливает институционализацию сотрудничества, рационализацию международной повестки и формирование новых международных идентичностей, способствует рекомбинации ресурсов в мировой политике.
В качестве инструмента внешней политики трансрегионализм позволяет государствам реализовывать свой глобальный потенциал (в случае великих, региональных и «срединных» держав), преодолевать региональные ограничители роста, распространять (интернационализировать) национальные модели развития, расширять влияние (в том числе и за счет «мягкой силы», решать внутриполитические задачи.